# Graham Masterton
Graham Masterton (* 16. ledna 1946 Edinburgh, Skotsko) je nejen uznávaným autorem hororů, ale píše i thrillery, katastrofické romány, historické knihy. Dokonce je autorem série instruktážních příruček o sexu. Ve svých 24 letech se stal šéfredaktorem časopisu Penthouse. Několik jeho děl se stalo fenomény žánru, část z nich byla dokonce zfilmována. Nejvíce ho proslavilo jedno z prvních děl, konkrétně z roku 1976, The Manitou. Velice úspěšná je také série krimipříběhů v hlavní roli s komisařkou Katie Maguirovou (dva díly této série vyšly už i v ČR, další dvě pokračování se připravují). Jako jediný autor mimo Francii získal prestižní cenu Prix Julia Verlanger za svůj román Family Portrait (Rodinný portrét), který je inspirován novelou O. Wilda Obraz Doriana Graye. V roce 1989 se začaly vydávat autorovy horory v Polsku (především díky jeho ženě, která byla polskou emigrantkou) a od té doby se stal Graham Masterton jedním z nejuznávanějších a nejčtenějších autorů v této zemi.
V roce 2014 se autor zúčastnil literárního festivalu Měsíc autorského čtení, který je pořádaný brněnským nakladatelstvím a agenturou Větrné mlýny. Tato agentura natočila pro Českou televizi cyklus “Skotská čítanka – Don't Worry – Be Scottish” - díl s Grahamem Mastertonem režíroval Mátyás Prinkler.

## Díla

### Horory
- The Djinn (1977)
- The Sphinx (1978)
- Charnel House (1978)
- The Devils of D-Day (1978)
- The Hell Candidate (1981)
- The Heirloom (1981)
- The Wells of Hell (1981)
- Tengu (1983)
- The Pariah (1983)
- Family Portrait (1985) (inspirováno novelou Oskara Wilda - Obraz Doriana Greye)
- Death Trance (1986)
- Mirror (1988)
- Ritual (1988)
- Walkers (1989)
- Black Angel (1991)
- The Hymn (1991)
- Prey (1992)
- The Sleepless (1993)
- Flesh & Blood (1994)
- Spirit (1995)
- The House That Jack Built (1995)
- The Chosen Child (1996)
- House of Bones (1998)
- The Doorkeepers (2001)
- Hair Raiser (2001)
- Trauma (2001)
- The Hidden World (2003)
- The Devil In Gray (2004)
- Unspeakable (2004)
- Descendant (2006)
- Edgewise (2006)
- The 5th Witch (2008)
- Ghost Music (2008)
- Fire Spirit (2010)
- Forest Ghost (2013)
- Community (2014)

### Historické příběhy
- Heartbreaker
- Rich
- Railroad
- Solitaire
- Corroboree
- Maiden Voyage
- Lady of Fortune
- Headlines
- Silver
- Lords of the Air
- Empress

### Thrillery
- Fireflash 5 (1977)
- Plague (1977)
- The Sweetman Curve (1979)
- Famine (1981)
- Ikon
- Condor
- Sacrifice
- Genius
- Holy Terror
- Innocent Blood
- Chaos Theory (2007)
- Rules of Duel
- Drought (2014)

### Novely, příběhy
- Absence of Beast
- Anaïs
- Anka
- A Polite Murder
- The Ballyhooly Boy
- Beijing Craps
- Bridal Suite
- The Burgers of Calais
- Camelot
- Changeling
- Cold Turkey
- Eau Noire
- Edgewise
- Egg
- Eric the Pie
- Ever, Ever After
- Evidence of Angles
- Fairy Story
- 5A Bedford Row
- Friend in Need
- The Grey Madonna
- Grease Monkey
- Grief
- The Heart of Helen Day
- Heart of Stone
- Heroine
- The Hungry Moon
- Hurry Monster
- I, The Martian
- J.R.E. Ponsford
- Jack Be Quick
- The Jajouka Penis-Beetle
- Laird of Dunain
- Lolicia
- Making Belinda
- Men of Maes
- Mother of Invention
- Neighbors From Hell
- Out of Her Depth
- Picnic at Lac Du Sang
- Pig's Dinner
- Roadkill
- Rococo
- The Root of All Evil
- Rug
- Saint Joan
- Saving Grace
- The Scrawler
- The Secret Shih-Tan
- Sex Object
- The Sixth Man
- Son of Beast
- Spirit Jump
- Spirits of the Age
- St. Bronach's Shrift
- Suffer Kate
- The Sympathy Society
- The Taking of Mr. Bill
- Underbed
- Voodoo Child
- Will
- The Woman in the Wall

#### Manitou
1. The Manitou
2. Revenge of the Manitou
3. Burial
4. Spirit Jump
5. Manitou Blood
6. Blind Panic
7. Infection
8. Plague of the Manitou

#### Night Warriors
1. Night Warriors
2. Death Dream
3. Night Plague
4. Night Wars
5. The Ninth Nightmare

#### Rook
1. Rook
2. Tooth and Claw
3. The Terror
4. Snowman
5. Swimmer
6. Darkroom
7. Demon's Door
8. Garden of Evil

#### Sissy Sawyer
1. Touchy and Feely
2. The Painted Man
3. The Red Hotel

#### Nathan Underhill
1. Basilisk
2. Petrified

#### Katie Maguire
1. White Bones (Bílé kosti)
2. Broken Angels (Rozbití andělé)
3. Red Light (Červená lucerna)
4. Taken for Dead